# 나왕
나왕(羅王)은 용뇌향과의 활엽상록수로 열대지역에서 자라는 대표적인 목재자원이다. 필리핀·보르네오 등지에서 자생한다. 높이는 40-50m이며 강도는 중간 정도이다. 심재는 담적색이나 적갈색, 변재는 백적색이나 백갈색을 띠므로 뚜렷이 구분된다. 광택이 나고 빛깔이 아름답지만, 보존성이 작고 습기에 약하며, 벌레의 해를 입기 쉬운 단점이 있다. 가공하기 쉽고 접착성이 좋아 합판재로 적당하다. 그밖에 가구, 배, 악기, 상자, 기둥을 만드는 데 쓰인다.
하지만 최근부터 목재로 급부상하고 있는 고무나무에게 그 입지가 점점 밀리고 있다.